# Irlanda nos Jogos Paralímpicos de Verão de 2012
A Irlanda irá participar dos Jogos Paralímpicos de Verão de 2012, que irão acontecer na cidade de Londres, no Reino Unido.

## Medalhistas
| Atleta           | Esporte | Evento                          | Medalha |
| ---------------- | ------- | ------------------------------- | ------- |
| Darragh McDonald | Natação | 400 metros livre masculino - S6 | Ouro    |

## Desempenho

### Levantamento de peso
Masculino
| Atletas    | Evento   | Resultado | Posição |
| ---------- | -------- | --------- | ------- |
| Roy Guerin | -67.5 kg | 131,0     | 10º     |

### Natação
Masculino
| Atletas          | Evento                | Preliminares | Preliminares | Final       | Final       |
| Atletas          | Evento                | Marca        | Posição      | Marca       | Posição     |
| ---------------- | --------------------- | ------------ | ------------ | ----------- | ----------- |
| James Scully     | 50 metros livre - S5  | 38s18        | 9º           | Não avançou | Não avançou |
| Darragh McDonald | 50 metros livre - S6  | 33s15 Q      | 8º           | 33s26       | 8º          |
| James Scully     | 100 metros livre - S5 | 1min22s50 Q  | 7º           | 1min21s89   | 7º          |
| Darragh McDonald | 400 metros livre - S6 | 5min02s38    | 1º           | 4min55s56   |             |
| Jonathan Mcgrath | 400 metros livre - S8 | 4min53s25    | 9º           | Não avançou | Não avançou |

Feminino
| Atletas     | Evento                  | Preliminares | Preliminares | Final     | Final   |
| Atletas     | Evento                  | Marca        | Posição      | Marca     | Posição |
| ----------- | ----------------------- | ------------ | ------------ | --------- | ------- |
| Ellen Keane | 200 metros medley - SM9 | 2min42s00 Q  | 6º           | 2min42s21 | 7º      |